# Společnost Hudsonova zálivu
Společnost Hudsonova zálivu (orig.: Hudson's Bay Company, HBC) je nejstarší finanční korporace v Severní Americe a jedna z nejstarších na světě. Jelikož je na tento fakt velmi hrdá a dost z odkazů na své bohaté tradice těží, je její zkratka HBC často žertovně interpretována jako Here Before Christ (česky: byla zde již před Kristem). Společnost a její síť obchodních stanic sehrála nezastupitelnou úlohu při osidlování Kanady a měla tak značný vliv na vývoj kanadských dějin. Původně bylo hlavní náplní její činnosti zásobování kanadských lovců kožešin (zejména bobřích), odkup těchto kožešin a obchod s nimi. V současné době provozuje nejrozsáhlejší síť obchodních domů v Kanadě.

## Historie

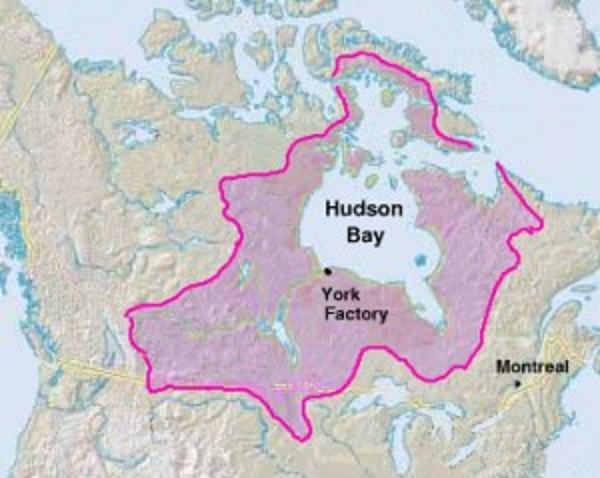
Země prince Ruprechta

Společnost Hudsonova zálivu byla založena 2. května 1670. Nejvýznamnější osobou mezi zakladateli společnosti byl princ Ruprecht Falcký, v Praze narozený mladší syn českého „zimního“ krále Fridricha Falckého, a tedy blízký příbuzný anglického krále Karla II., který na Ruprechtovu žádost společnosti udělil monopol na obchod s kožešinami v oblasti povodí všech řek vlévajících se do Hudsonova zálivu (asi 1/3 Kanady). Tato oblast pak byla společností na počest Ruprechta Falckého nazvána Ruprechtovou zemí. Na počátku 19. století vedla Společnost Hudsonova zálivu tvrdou válku s konkurenční Severozápadní společností (viz bitva u Sedmi dubů), která nakonec vyústila ve vládou vynucené sloučení obou společností. V roce 1870 společnost přijala částku 300 000 liber, za niž se vzdala svého obchodního monopolu a postoupila správu Země prince Ruprechta Kanadě.

## Současné vedení
Současní členové správní rady Společnosti Hudsonova zálivu jsou:
- Jerry Zucker, guvernér (předseda) a ředitel
- Peter C. Bourgeois
- Paul Campoli
- George Heller
- James A. Ingram
- Robert B. Johnston
- Michael P. Lowry
- Michael Rousseau
- Brice Sweatt
- Julian A. Tiedemann

## Guvernéři společnosti
- Ruprecht Falcký (1670–1682)
- princ Jakub, vévoda z Yorku (1683–1685)
- John Churchill (1685–1692)
- sir Stephen Evans (1692–1696)
- sir William Trumbull (1696–1700)
- sir Stephen Evans (1700–1712)
- sir Bibye Lake, Sr. (1712–1743)
- Benjamin Pitt (1743–1746)
- Thomas Knapp (1746–1750)
- sir Atwell Lake (1750–1760)
- sir William Baker (1760–1770)
- sir Bibye Lake, Jr. (1770–1782)
- Samuel Wegg (1782–1799)
- sir James Winter Lake (1799–1807)
- William Mainwaring (1807–1812)
- Joseph Berens (1812–1822)
- sir John Henry Pelly (1822–1852)
- Andrew Wedderburn Colvile (1852–1856)
- John Shepherd (1856–1858)
- Henry Hulse Berens (1858–1863)
- sir Edmund Walker Head (1863–1868)
- John Wodehouse, 1. hrabě z Kimberley (1868–1869)
- sir Stafford Northcote (1869–1874)
- George Joachim Goschen (1874–1880)
- Eden Colvile (1880–1889)
- Donald Alexander Smith, 1st Baron Strathcona and Mount Royal (1889–1914)
- sir Thomas Skinner (1914–1915)
- sir Robert Molesworth Kindersley (1916–1925)
- Charles Vincent Sale (1925–1931)
- sir Patrick Ashley Cooper (1931–1952)
- William Keswick (1952–1965)
- Derick Heathcoat Amory, 1st Viscount Amory (1965–1970)
- George T. Richardson (1970–1982)
- Donald S. McGiverin (1982–1994)
- David E. Mitchell (1994–1997)
- L. Yves Fortier (1997–2006)
- Jerry Zucker (2006–2008)
- Anita Zuckerová (2008), první žena
- Richard Baker (od roku 2008)